# Сант'Ана Пелаго (Модена)
Сант'Ана Пелаго је насеље у Италији у округу Модена, региону Емилија-Ромања.
Према процени из 2011. у насељу је живело 230 становника. Насеље се налази на надморској висини од 1059 м.